# Sychesia dimidiata
Sychesia dimidiata är en fjärilsart som beskrevs av Jordan 1916. Sychesia dimidiata ingår i släktet Sychesia och familjen björnspinnare. Inga underarter finns listade i Catalogue of Life.